# 哈德維格-納爾遜問題
哈德維格-納爾遜問題（英語：Hadwiger–Nelson problem），是指在平面上為每點填色，最少要多少種顏色，才能使若兩點距離為1，其顏色必定不相同呢？用圖論的語言可這樣敍述：設G為圖，G的頂點是平面上的所有點，兩個頂點相鄰若且唯若它們在平面上的距離為1，求G的點色數。這個問題等於求任意G的有限子集的最大點色數。
這個問題的下界是5，上界是7。
只有三種顏色無法完成的證明如下：平面上任取一點A，設其顏色為x，以其為圓心，分別以1和{\displaystyle {\sqrt {3}}}為半徑做圓。在半徑{\displaystyle {\sqrt {3}}}的圓上任取一點B，以其為圓心1為半徑做圓，交以A為圓心1為半徑的圓與C和D，則C與D的距離為1，所以A、C、D顏色必須各不相同，設C、D的顏色分別為y、z。B、C、D的顏色也必須各不相同，所以B的顏色只能是x，所以以A為圓心{\displaystyle {\sqrt {3}}}為半徑的圓上所有的點的顏色都必須為x，在其上選擇兩個相距為1的點，它們的顏色相同，與題設矛盾。
另一方面，將平面劃成以外接圓直徑略少於1的正六邊形密鋪，以七種顏色填上，使得一個正六邊形和相鄰的六個正六邊形的顏色不同。這樣的密舖符合距離為1的點顏色不相同，所以上界是7。

## 歷史
這個問題由E. Nelson在1950年提出，馬丁·加德納在1960年的《科學美國人》雜誌公開發表。Hugo Hadwiger在1945年曾發表一個相關的定理。
2018年，业余数学家兼生物学家奥布里·大卫·尼古拉斯·杰士伯·德格雷找到了一个1581个点的、不可4染色的、所有边长度为1的图。其证明是基于计算机辅助的。

## 變化
- 三維空間：上界15，下界6
- 限制某種顏色的集的性質。例如要求每種顏色的集都是勒贝格可测的，則下界為5。[5]

## 相關連結
- 四色定理